# Gare de Banyuls-sur-Mer
Gare de Banyuls-sur-Mer – stacja kolejowa w Banyuls-sur-Mer, w departamencie Pireneje Wschodnie, w regionie Oksytania, we Francji.
Została otwarta w 1878 przez Compagnie des chemins de fer du Midi et du Canal latéral à la Garonne. Jest stacją Société nationale des chemins de fer français (SNCF), obsługiwaną przez pociągi Intercités i TER Languedoc-Roussillon.